# سیگمونت پوالاس
سیگمونت پوالاس (انگلیسی: Zygmunt Pawlas; ۲۸ اکتبر ۱۹۳۰ – ۲۰ ژوئن ۲۰۰۱) ورزشکار شمشیربازی اهل لهستان بود.
وی در مسابقات کشوری و بین‌المللی در مجموع برندهٔ ۱ مدال نقره شده‌است.